# Сариасия (Кашкадарьинская область)
Сариасия (узб. Sariosiyo / Сариосиё) — посёлок городского типа, расположенный на территории Китабского района Кашкадарьинской области Республики Узбекистан.

Статус посёлка городского типа с 2009 года.